# NGC 1011
NGC 1011 est une galaxie lenticulaire (ou elliptique, mais certes pas spirale) située dans la constellation de la Baleine. NGC 1011 a été découverte par l'astronome français Édouard Stephan en 1876.

## Caractéristiques
Sa vitesse par rapport au fond diffus cosmologique est de 4 537 ± 23 km/s, ce qui correspond à une distance de Hubble de 66,9 ± 4,7 Mpc (∼218 millions d'al).